# 글렌 밀러 스토리
《글렌 밀러 스토리》(The Glenn Miller Story)는 미국에서 제작된 안소니 만 감독의 1954년 드라마, 멜로/로맨스 영화이다. 제임스 스튜어트 등이 주연으로 출연하였고 애론 로젠버그 등이 제작에 참여하였다.

## 출연

### 주연
- 제임스 스튜어트
- 준 앨리슨

### 조연
- 해리 모건
- 찰스 드레이크
- 조지 토비아스
- 바톤 맥레인
- 시그 루먼
- 얼빙 베이콘
- 제임스 벨
- 캐슬린 록하트
- 캐서린 워렌
- 프란시스 랭포드
- 루이 암스트롱
- 벤 폴락
- 진 크루파
- 바니 비가드
- 제임스 영
- 아벨 쇼
- 베이브 러신
- 도로시 핵
- 윌리엄 찰리
- 케빈 코코런
- 할 K. 도슨
- 해롤드 디킨슨
- 필 가리스
- 리사 게이
- 라이오넬 햄프턴
- 해리 하비
- 폴라 켈리
- 빌 리
- 데이턴
- 더 모더나이레스
- 레오 모스토보이
- 다미안 오플린
- 스티브 펜들튼
- 썰 라벤스크로프트
- 데이비스 로버츠
- 마리온 로스
- 딕 라이언
- 아치 세비지
- 맥스 스미스
- 프랭크 슈튼
- 안소니 사이데스
- 폴 태너
- 니노 템포
- 칼 버넬
- 카리턴 영

## 기타
- 조감독: 존 셔우드
- 세트: 러셀 A. 고스맨
- 세트: 줄리아 헤론
- 의상: 제이 A. 몰리 주니어
- 분장부문: 조안 세인트
- 분장부문: 버드 웨스트모어

## 음악
1. Moonlight Serenade
2. Tuxedo Junction
3. Little Brown Jug
4. St. Louis Blues — March
5. Basin Street Blues
6. In the Mood
7. A String of Pearls
8. Pennsylvania 6-5000
9. American Patrol
10. Otchi-Tchor-Ni-Ya

## 개봉
1951년 개봉 후 이 영화는 박스오피스에서 상당한 성공을 거두었다.

### 홈 비디오
이 영화는 1986년 VHS 포맷으로 홈 비디오로 첫 출시되었다. 2003년 3월 4일 아나모픽 디스플레이의 DVD로 출시되었으며 서라운드 사운드가 리마스터링되었고 자막을 곁들였다.
2014년 7월 24일 독일에서 블루레이로 출시되었다.
2018년 11월 20일, 샤우트 팩토리는 이 영화의 블루레이 출시를 발표하였다.